# Балюк, Иван Фёдорович
Ива́н Фёдорович Балю́к (30 апреля 1919 года — 13 января 1993 года) — участник Великой Отечественной войны, командир эскадрильи 54-го гвардейского истребительного авиационного полка 1-й гвардейской истребительной авиационной дивизии 16-й воздушной армии Центрального фронта, гвардии капитан.
Герой Советского Союза (24.08.1943), полковник запаса (с 1973 года).

## Биография
Родился 30 апреля 1919 года в городе Кролевец ныне Сумской области (Украина) в семье рабочего. Украинец.
Окончил 7 классов неполной средней школы, в 1937 году — Конотопский строительный техникум.
В Красную Армию призван в 1937 году Конотопским районным военкоматом Сумской области. В 1940 году окончил Чугуевскую военно-авиационную школу пилотов. Участник Великой Отечественной войны с июня 1941 года. Воевал на Северо-Западном, Западном, Ленинградском, Сталинградском, Центральном и 1-м Белорусском фронтах. Участвовал в боях на Курской дуге. Член ВКП(б)/КПСС с 1945 года.
Командир эскадрильи 54-го гвардейского истребительного авиационного полка (1-я гвардейская истребительная авиационная дивизия, 16-я воздушная армия, Центральный фронт) гвардии капитан Балюк к июню 1943 совершил 300 боевых вылетов, в 135 воздушных боях сбил лично 14 самолётов противника и 3 — в группе.
Указом Президиума Верховного Совета СССР от 24 августа 1943 года за образцовое выполнение заданий командования и проявленные мужество и героизм в боях с немецко-фашистскими захватчиками, гвардии капитану Балюку Ивану Фёдоровичу присвоено звание Героя Советского Союза с вручением ордена Ленина и медали «Золотая Звезда» (№ 1124).
Всего за годы войны произвёл более 350 боевых вылетов, в 140 воздушных боях сбил 16 вражеских самолётов лично и 3 — в составе группыМ. Ю. Быков. Все Асы Сталина 1936—1953 гг.. — Научно-популярное издание. — М.: ООО «Яуза-пресс», 2014. — 1392 с. — (Элитная энциклопедия ВВС). — 1500 экз. — ISBN 978-5-9955-0712-3..
После войны продолжал службу в ВВС СССР. В 1951 году окончил Военно-Воздушную академию. Освоил многие типы реактивных истребителей. С 1973 года полковник И. Ф. Балюк — в запасе.
Жил и работал в городе Ростове-на-Дону. Умер 13 января 1993 года.

## Награды
- Медаль «Золотая Звезда» Героя Советского Союза (№ 1124; 24.08.1943)
- Орден Ленина (24.08.1943)
- Два ордена Красного Знамени (11.02.1942; 30.01.1943)
- Орден Александра Невского (05.05.1945)
- Два ордена Отечественной войны I степени (7.12.1942; 11.03.1985)
- Орден Красной Звезды
- Медали, в том числе:
  - Медаль "За оборону Сталинграда"
  - Медаль «За победу над Германией в Великой Отечественной войне 1941—1945 гг.»
  - Медаль "За взятие Берлина"
  - Юбилейная медаль «Двадцать лет Победы в Великой Отечественной войне 1941—1945 гг.»
  - Юбилейная медаль «Тридцать лет Победы в Великой Отечественной войне 1941—1945 гг.»
  - Юбилейная медаль «Сорок лет Победы в Великой Отечественной войне 1941—1945 гг.»

## Память
- Похоронен в Ростове-на-Дону.
- В городе Кролевец на здании школы № 1, в которой учился И. Ф. Балюк, установлена мемориальная доска.